# Gaetano Nava
Gaetano Nava, född den 16 maj 1802 i  Milano, död där den 31 mars 1875, var en italiensk tonsättare. Han var son till Antonio Nava. 
Nava ver verksam som sånglärare i sin hemstad. Hans 1859 i Berlin utgivna Dodici Vocalizzi (opus 27) får av Höijer omdömet att de "äro melodirika och bilda sinnet för det rent musikaliska föredraget".